# Velloziaceae
Velloziaceae J.Agardh è una famiglia di angiosperme monocotiledoni dell'ordine Pandanales.

## Descrizione

### Fiori
Nella maggior parte delle Velloziacee i fiori sono singoli o talvolta raccolti in brattee. Non esiste un periodo di fioritura definito. Sono a forma di ipantio, a volte papillati alla base o lisci, per lo più bianchi, crema o colorati in diverse tonalità di viola sebbene esistano anche specie con fiori gialli, arancioni o rossi. Nonostante siano più rigidi, la loro struttura è abbastanza variabile in alcuni aspetti (il numero e la struttura degli stami varia a un ritmo molto elevato) come in altri membri di Pandanales. I tepali sono sei. L'ovaio è diviso in tre camere con molti ovuli sviluppati in esse. I pistilli e lo stigma sono anche divisi in tre parti.
Un'altra caratteristica di questa famiglia è la longevità dei fiori. La maggior parte delle angiosperme esibiscono un'età relativamente definita delle loro strutture floreali, che successivamente moriranno. Sono in grado di rimanere freschi per giorni fino a quando si verifica l'impollinazione innescando avvizzimento. Si suppone che ciò sia dovuto alla formazione di auxina o etilene.

### Polline
L'esame al microscopio elettronico a scansione rivela che una delle caratteristiche distintive della famiglia è la struttura del polline. La sua forma e composizione sono distintive. Ad esempio, in Barbacenia i granelli di polline sono singolari e rappresentano semplici monadi con forma ellissoidale e un'apertura. In Vellozia i grani sono tetragonali (organizzati in tetradi) e non pertinenti. La dimensione del polline in Barbacenia è circa la metà di quella di Vellozia. Tuttavia, la struttura dell'esine (involucro del polline) è un tratto condiviso dai membri della Velloziaceae. È composto da molte reticolazioni che in molti casi possono essere descritte come vermiformi. In alcune specie, come Vellozia abietina, l'involucro non corrisponde a questa descrizione, privo di reticolazioni superficiali.

### Frutti e semi
I frutti e semi di queste piante appaiono in una grande varietà di forme e dimensioni, dimostrando molti adattamenti diversi che migliorano la dispersione. Tali adattamenti includono lo sviluppo di setole o ganci (Xerophyta elegans) che coprono la capsula del seme. Ciò consente l'attaccamento agli animali rendendo i semi in grado di viaggiare su lunghe distanze. Un'altra caratteristica importante una capsula appiccicosa che aiuta anch'essa ad attaccarsi. Un tratto di particolare interesse per quanto riguarda la struttura del seme è la comparsa di uno strato aggiuntivo formato dall'interfaccia endospermale.

## Biologia
Queste piante mostrano vari adattamenti contro l'essiccazione come ad esempio stomi distribuiti in modo meno denso, ridotta superficie con l'uso di solchi sviluppati (come in molti cactus) e lamine fogliari espansive che coprono lo stelo o le radici aeree fino a quando non crescono abbastanza a lungo da raggiungere il livello del suolo. In alcune specie queste foglie sono in grado di creare un microclima che sostiene le radici mantenendo un livello costante di umidità.

### Impollinazione

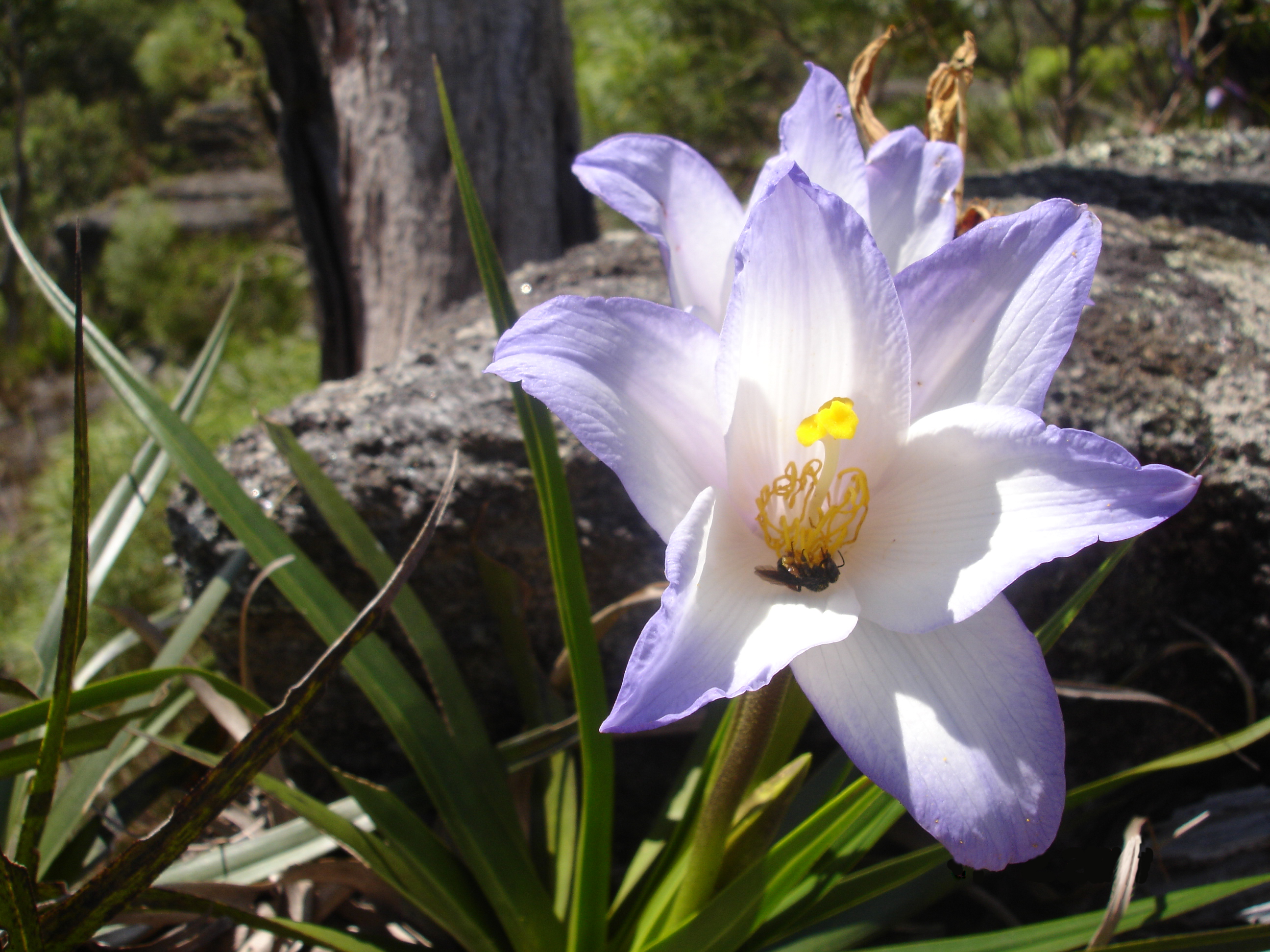
Vellozia con un impollinatore in visita

Sia l'impollinazione crociata che l'autoimpollinazione sono osservate all'interno della famiglia e il processo è realizzato in vari modi. Gli impollinatori della Vellozia includono l'ape mellifera comune (Apis mellifera) e diverse specie di api solitarie come Megachile spp., Psaenythia spp. e Augochlora metallica. La ricompensa è il polline che è molto più abbondante del nettare. Il nettare nel genere contiene una concentrazione molto bassa di zuccheri. Le api usano lo stigma trilobato come piattaforma di atterraggio e si orientano visivamente verso di esso. Quando i tepali vengono rimossi, le api visiteranno i fiori, ma quando lo stigma viene rimosso, non vengono registrati impollinatori.

È stato scoperto che i colibrì visitano queste piante nonostante la composizione diluita del nettare. Barbacenia differisce in quanto il suo nettare è più abbondante del suo polline. Il polline viene probabilmente catturato dalle formiche dei carpentieri, ma non è noto se le formiche abbiano successo come impollinatori. I granuli di polline in Barbacenia sono più piccoli e questi insetti possono essere in grado di trasportarli e lasciarli sullo stigma mentre cercano il nettare. Tuttavia, anche su questo genere sono stati osservati colibrì.

## Distribuzione e habitat
Le specie della famiglia Velloziaceae sono distribuiti sia nel vecchio che nel nuovo mondo. I generi Vellozia, Nanuza, Barbacenia e Barbaceniopsis si trovano in Sud America (prevalentemente in Brasile); il genere Xerophyta è diffuso in tutta l'Africa, compreso il Madagascar ed è presente con una specie anche nella parte meridionale della penisola arabica; una sola specie (Acanthochlamys bracteata) è endemica della Cina ed è l'unica specie della famiglia trovata in Asia.
Comprende diverse specie xerofile che abitano habitat aperti e secchi.

## Tassonomia
La famiglia Velloziaceae comprende 6 generi:
- Acanthochlamys P.C. Kao
- Barbacenia Vand.
- Barbaceniopsis L.B. Sm.
- Nanuza L.B.Sm. & Ayensu
- Vellozia Vand.
- Xerophyta Juss.

Il sistema Cronquist classificava questa famiglia nell'ordine Liliales.

### Filogenesi
Lo sviluppo embriologico della famiglia ricorda quello delle Amaryllidaceae, mentre la morfologia tricamerata dell'ovario la avvicina alle Hypoxidaceae. La famiglia dimostra una notevole variabilità nella morfologia dei fiori e pertanto le analisi morfologiche non sono in grado di indicare relazioni filogenetiche realistiche né tassonomia appropriata. Uno studio sulla struttura del polline in due generi di Velloziaceae ha evidenziato che la morfologia del polline possa essere un carattere tassonomico importante e suggerisce una correlazione, ma questo è ancora un tratto variabile.
Analisi molecolari riconoscono cinque generi distinti (includendo Talbotia in Xerophyta e Nanuza in Vellozia) e mostrano che il genere monospecifico Acanthochlamys è il sister group dell'insieme delle altre specie.
La famiglia si è sviluppata in Gondwana. Il crown group è datato per essere molto giovane – (Neogene medio) 14 Ma (fa), ma lo stem group è risultato essere molto più vecchio – (Cretacico medio) 108 Ma (fa).
|  | Barbaceniopsis                                      |
|  |                                                     |
|  | \| \| Vellozia \| \| \| \| \| \| Nanuza \| \| \| \| |
|  |                                                     |
|  | Vellozia                                            |
|  |                                                     |
|  | Nanuza                                              |
|  |                                                     |

|  | Vellozia |
|  |          |
|  | Nanuza   |
|  |          |

|  | Barbaceniopsis                                      |
|  |                                                     |
|  | \| \| Vellozia \| \| \| \| \| \| Nanuza \| \| \| \| |
|  |                                                     |
|  | Vellozia                                            |
|  |                                                     |
|  | Nanuza                                              |
|  |                                                     |

|  | Vellozia |
|  |          |
|  | Nanuza   |
|  |          |

|  | Barbaceniopsis                                      |
|  |                                                     |
|  | \| \| Vellozia \| \| \| \| \| \| Nanuza \| \| \| \| |
|  |                                                     |
|  | Vellozia                                            |
|  |                                                     |
|  | Nanuza                                              |
|  |                                                     |

|  | Vellozia |
|  |          |
|  | Nanuza   |
|  |          |

|  | Barbaceniopsis                                      |
|  |                                                     |
|  | \| \| Vellozia \| \| \| \| \| \| Nanuza \| \| \| \| |
|  |                                                     |
|  | Vellozia                                            |
|  |                                                     |
|  | Nanuza                                              |
|  |                                                     |

|  | Vellozia |
|  |          |
|  | Nanuza   |
|  |          |

|  | Barbaceniopsis                                      |
|  |                                                     |
|  | \| \| Vellozia \| \| \| \| \| \| Nanuza \| \| \| \| |
|  |                                                     |
|  | Vellozia                                            |
|  |                                                     |
|  | Nanuza                                              |
|  |                                                     |

|  | Vellozia |
|  |          |
|  | Nanuza   |
|  |          |

|  | Barbaceniopsis                                      |
|  |                                                     |
|  | \| \| Vellozia \| \| \| \| \| \| Nanuza \| \| \| \| |
|  |                                                     |
|  | Vellozia                                            |
|  |                                                     |
|  | Nanuza                                              |
|  |                                                     |

|  | Vellozia |
|  |          |
|  | Nanuza   |
|  |          |

|  | Barbaceniopsis                                      |
|  |                                                     |
|  | \| \| Vellozia \| \| \| \| \| \| Nanuza \| \| \| \| |
|  |                                                     |
|  | Vellozia                                            |
|  |                                                     |
|  | Nanuza                                              |
|  |                                                     |

|  | Vellozia |
|  |          |
|  | Nanuza   |
|  |          |

|  | Barbaceniopsis                                      |
|  |                                                     |
|  | \| \| Vellozia \| \| \| \| \| \| Nanuza \| \| \| \| |
|  |                                                     |
|  | Vellozia                                            |
|  |                                                     |
|  | Nanuza                                              |
|  |                                                     |

|  | Vellozia |
|  |          |
|  | Nanuza   |
|  |          |